# رام اورين
رام اورين (بالعبرية: רם אורן ‏) (و. 1936  م) هو مؤلف، وناشر (حرفة)، وصحفي، وكاتب، ومحامي، ومؤيد إسرائيلي، ولد في تل أبيب.

## التعليم
تعلم في الجامعة العبرية في القدس.

## وصلات خارجية
- رام اورين على موقع IMDb (الإنجليزية)
- رام اورين على موقع قاعدة بيانات الفيلم (الإنجليزية)

- رام اورين في قاعدة بيانات الأفلام على الإنترنت